# Ucrania en los Juegos Olímpicos de Sídney 2000
Ucrania estuvo representada en los Juegos Olímpicos de Sídney 2000 por un total de 230 deportistas que compitieron en 23 deportes.  
El portador de la bandera en la ceremonia de apertura fue el regatista Yevhen Braslavets.

## Medallistas
El equipo olímpico ucraniano obtuvo las siguientes medallas:
| Nombre                                                                                  | Deporte               | Competición                  |
| --------------------------------------------------------------------------------------- | --------------------- | ---------------------------- |
| Oro                                                                                     |                       |                              |
| Yana Klochkova                                                                          | Natación              | 200 m estilos F              |
| Yana Klochkova                                                                          | Natación              | 400 m estilos F              |
| Mykola Milchev                                                                          | Tiro                  | Skeet M                      |
| Plata                                                                                   |                       |                              |
| Andri Kotelnyk                                                                          | Boxeo                 | Ligero (60 kg) M             |
| Serhi Dotsenko                                                                          | Boxeo                 | Wélter (69 kg) M             |
| Serhi Cherniavsky Olexandr Fedenko Serhi Matveyev Olexandr Symonenko                    | Ciclismo en pista     | Persecución por eqs. M       |
| Olexandr Beresh Valeri Honcharov Ruslan Mezentsev Valeri Pereshkura Olexandr Svitlychny | Gimnasia artística    | Concurso completo por eqs. M |
| Oxana Tsyhuleva                                                                         | Gimnasia en trampolín | Individual F                 |
| Yevhen Buslovych                                                                        | Lucha libre           | 58 kg M                      |
| Davyd Saldadze                                                                          | Lucha grecorromana    | 97 kg M                      |
| Denys Sylantiev                                                                         | Natación              | 200 m mariposa M             |
| Yana Klochkova                                                                          | Natación              | 800 m libre F                |
| Kateryna Serdiuk Nataliya Burdeina Olena Sadovnycha                                     | Tiro con arco         | Equipo F                     |
| Bronce                                                                                  |                       |                              |
| Roman Shchurenko                                                                        | Atletismo             | Salto de longitud M          |
| Olena Hovorova                                                                          | Atletismo             | Triple salto F               |
| Volodymyr Sydorenko                                                                     | Boxeo                 | Mosca (51 kg) M              |
| Serhi Danylchenko                                                                       | Boxeo                 | Gallo (54 kg) M              |
| Andri Fedchuk                                                                           | Boxeo                 | Semipesado (81 kg) M         |
| Iryna Yanovych                                                                          | Ciclismo en pista     | Velocidad ind. F             |
| Olexandr Beresh                                                                         | Gimnasia artística    | Concurso completo ind. M     |
| Ruslan Mashurenko                                                                       | Judo                  | –90 kg M                     |
| Hanna Sorokina Olena Zhupina                                                            | Saltos                | Trampolín 3 m sincronizado F |
| Olena Pajolchyk Ruslana Taran                                                           | Vela                  | 470 F                        |